# Peugeot 205
La Peugeot 205 era un'autovettura di segmento B e di media cilindrata, prodotta tra il 1983 ed il 1999 dalla casa automobilistica francese Peugeot. Best seller per una decina d'anni, ebbe un successo senza precedenti nella storia della Peugeot con oltre cinque milioni di esemplari venduti.

## Storia

### Genesi
Nel 1977 cominciò il progetto per la sostituta della Peugeot 104, oramai commercialmente matura (lanciata nel 1972) e surclassata nelle vendite dalla rivale Renault 5: in quell'anno la situazione economica della Casa di Sochaux era tutt'altro che florida: le ingenti spese sostenute per il lancio della 604, grossa berlina accompagnata peraltro da uno scarso successo commerciale, misero in serie difficoltà la Peugeot, senza contare l'investimento, assieme a Renault e Volvo, per la realizzazione del motore PRV, l'ulteriore realizzazione, sempre con Renault, dei motori Douvrin e l'acquisizione della Citroën avvenuta poco tempo dopo. Intanto erano partite le trattative per l'acquisizione dell'intero Gruppo Chrysler europeo, altra mossa che in seguito si sarebbe rivelata assai azzardata. Occorreva pertanto un modello di amplissima diffusione che sostituisse la 104 e che si imponesse per la sua versatilità, la sua affidabilità e la varietà della sua gamma, nonché per la sua economia di esercizio ed il prezzo competitivo. Le altre direttive dettate dai vertici Peugeot prevedevano un look assai più moderno di quello della 104, un abitacolo molto spazioso rispetto alla concorrenza e migliori doti di comportamento stradale.
Il progetto, denominato "M24", prevedeva quindi una vettura di dimensioni leggermente più grandi, per favorire abitabilità e capacità di carico, ma che rimanesse ugualmente nel settore delle utilitarie. Il disegno della carrozzeria venne affidato al Centro Stile della Casa francese, sotto la direzione di Gérard Welter, dopo che i vertici Peugeot preferirono i disegni di questo staff alle proposte di Pininfarina con cui comunque si continuò a mantenere uno stretto rapporto di collaborazione. Dopo non poche proposte scartate, tra cui un rifacimento mantenendo il pianale della 104 (come nel progetto che diede vita alla Citroën Visa), si arrivò due anni dopo, nel 1979, a quella che poteva essere la vettura quasi definitiva. Si decise di continuare i lavori di affinamento direttamente nel Centro Stile della Casa francese. A questo scopo, sulla base del disegno accettato, si costruì un modello in scala 1:1. Ben presto, il lavoro di una parte dell'équipe di designer si spostò sui disegni relativi all'abitacolo, ed in particolare di plancia e cruscotto. Va detto che il progetto M24 è stato il primo, per la Casa di Sochaux, ad utilizzare la tecnologia informatica del Computer-Aided Design, grazie al quale si potevano ottenere disegni molto più precisi ed in molto meno tempo.
Nel frattempo, un'altra squadra di progettisti lavorava alla parte meccanica: in particolare il telaio venne progettato secondo direttive che imponevano una costruzione dal peso ridotto e dalle ottime doti di comfort unite a quelle di tenuta di strada. L'ideazione degli interni venne affidata a Paul Bracq, valente designer francese reclutato dalla Peugeot nel 1974.
Man mano che si andava avanti con il progetto, la versione definitiva appariva sempre più vicina e sempre più moderna ed in grado di porsi ai vertici nella sua categoria, ma nel contempo la situazione economica del Gruppo PSA peggiorava: gli insuccessi della 604, delle Talbot Solara e Tagora furono macigni pesantissimi da sostenere, senza contare gli scioperi di varie fabbriche, specialmente quelle legate all'ormai ex-Chrysler. Occorreva quindi essere sicuri al 100% del successo della nuova vettura e perciò venne imposto anche che la carrozzeria fosse resistente alla corrosione. A tale scopo una gran parte dei lamierati della carrozzeria vennero sottoposti a zincatura, mentre alcuni componenti furono realizzati in plastica.
Il primo prototipo vide la luce nel 1981 e venne sottoposto ad altri lavori di affinamento e modernizzazione di alcuni particolari, tra cui i gruppi ottici anteriori, che da piccoli e incassati divennero più grandi, di forma trapezoidale e a filo con la carrozzeria. Si arrivò a quel punto alla vettura definitiva e da lì si giunse finalmente al controllo di qualità ed ai test della vettura, che venne sottoposta a dei tour de force massacranti, in condizioni ambientali ed atmosferiche estreme, per accertarne la solidità e la resistenza di telaio e carrozzeria. Contemporaneamente vennero testate componenti come le maniglie porta, sottoposte ognuna a cicli di ben 100 000 aperture e chiusure. Alla fine del 1982 cominciò la produzione della pre-serie.

### Debutto
La vettura, che doveva inizialmente chiamarsi 105, per sottolineare la continuità con la sua antenata, debuttò invece con il nome di 205 nel gennaio 1983: la stampa, rimase colpita per l'agilità della vettura e per la sua eccezionale maneggevolezza. La commercializzazione fu avviata il 24 febbraio dello stesso anno, ma il debutto in Italia avvenne solo nel novembre del 1983, quasi un anno dopo la presentazione ufficiale.

### Design ed interni

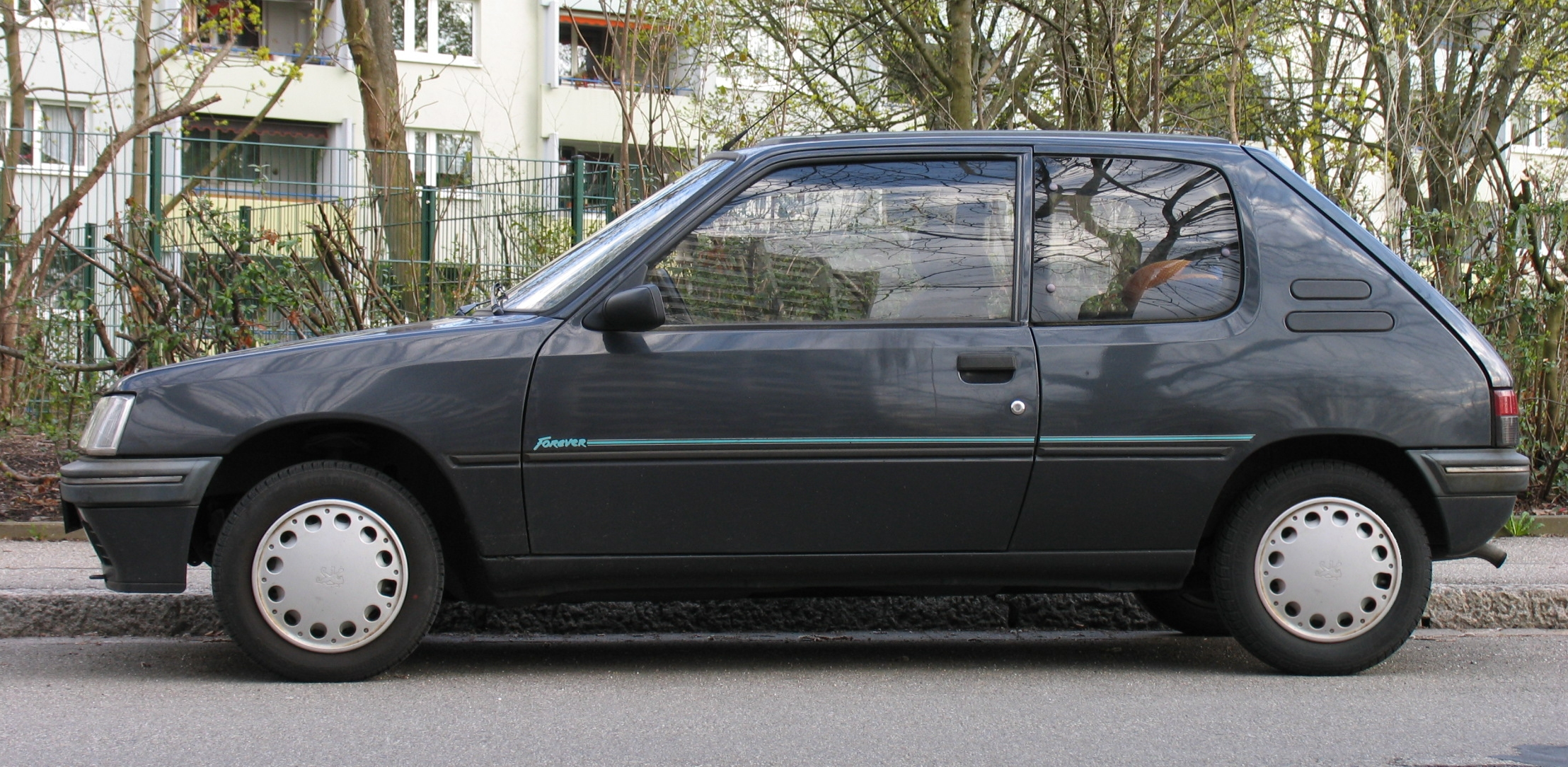
Vista laterale di una 205

Un lavoro così articolato e meticoloso diede i suoi frutti: la linea della vettura venne accolta in modo positivo dal pubblico: l'immagine trasmessa era gradevole, fresca, dinamica. La vettura ebbe successo prima presso il pubblico femminile, e poi anche in quello maschile, specialmente in seguito all'avvento delle versioni sportive. Alcuni elementi della linea della 205 vennero ripresi in seguito anche dagli altri modelli della Casa, con la creazione di un "family feeling"; uno tra tutti, la caratterizzazione della calandra a listelli orizzontali. La linea della 205 fu uno dei tanti motivi che ne sancirono l'enorme successo commerciale: semplice, ma non scontata, relativamente moderna per l'epoca, simpatica, vivace ed anche grintosa nelle versioni sportive, la 205 entrò ben presto nel cuore degli appassionati. La carrozzeria a due volumi era caratterizzata da spigoli arrotondati, quindi non più linee dai risalti accentuati come nello stile degli anni settanta, ma neanche linee molto tondeggianti come nella prima metà degli anni novanta. I grandi fari anteriori trapezoidali contrastavano con i piccoli fari posteriori di forma quadrata. Come già detto, la calandra era costituita da listelli orizzontali verniciati in tinta con la carrozzeria, ed era inclinata all'indietro, per conferire maggior dinamismo al muso, non solo dal punto di vista estetico, ma anche per accentuare la penetrazione aerodinamica. Posteriormente, la parte bassa del portellone, tra i due fanali, era risolta da una fascia in plastica grigia a sottili motivi orizzontali che rendeva subito riconoscibile la vettura. La fiancata, semplice, pulita e priva di particolari caratterizzazioni, conduce al padiglione ed al passaruota posteriore, leggermente schiacciato nella parte superiore: era disponibile inizialmente solo la versione a 5 porte.
Semplicità senza banalità è anche quanto si ritrovava all'interno dell'abitacolo della 205: accanto ad una plancia minimalista, dotata di incavo longitudinale superiore che fungeva da vano portaoggetti, trovava spazio un cruscotto completo come pochissimi altri nella stessa categoria e per quell'epoca. Già le versioni di base incorporavano nel cruscotto: tachimetro, contachilometri totale, indicatore livello di carburante, spia riserva, spia olio, spia acqua, spia freno a mano ed infine la spia relativa alla mancata carica della batteria. Mancava solo il contagiri, che però si poteva trovare nelle versioni più ricche della gamma d'esordio. Moderni erano anche i sedili, anch'essi semplici ma gradevoli nel disegno ed anche durante il loro utilizzo effettivo. Buono lo spazio interno e quello del bagagliaio.

### Meccanica e motori
Progettato anch'esso con l'ausilio della tecnologia informatica, il telaio della 205 proponeva soluzioni moderne, come le sospensioni corredate da supporti elastici per contenere le vibrazioni ed incrementare la silenziosità di marcia. L'avantreno era a ruote indipendenti con schema MacPherson, mentre il retrotreno era a bracci longitudinali e barre di torsione. Le molle elicoidali erano quindi presenti solo anteriormente, mentre su entrambi gli assi erano presenti degli ammortizzatori idraulici telescopici. L'impianto frenante prevedeva freni a disco sull'asse anteriore e freni a tamburo sull'asse posteriore. Era presente un servofreno a depressione. Lo sterzo era a cremagliera, ma senza servocomando.
I motori previsti al debutto ricalcavano in gran parte i collaudati propulsori montati sulla 104. Si ritrovavano quindi i tre principali propulsori della serie X, il più grande dei quali, quello da 1,4 litri era disponibile in due livelli di potenza:
- 954 cm³ da 45 CV di potenza massima;
- 1124 cm³ da 50 CV di potenza massima;
- 1360 cm³ da 60 CV di potenza massima;
- 1360 cm³ da 80 CV di potenza massima.

Due le varianti di trasmissione: ai motori 1,0 e 1,1 era accoppiato un cambio manuale a 4 marce, mentre al motore 1,4 era invece abbinato un cambio a 5 marce, sempre manuale.

### Allestimenti e dotazioni

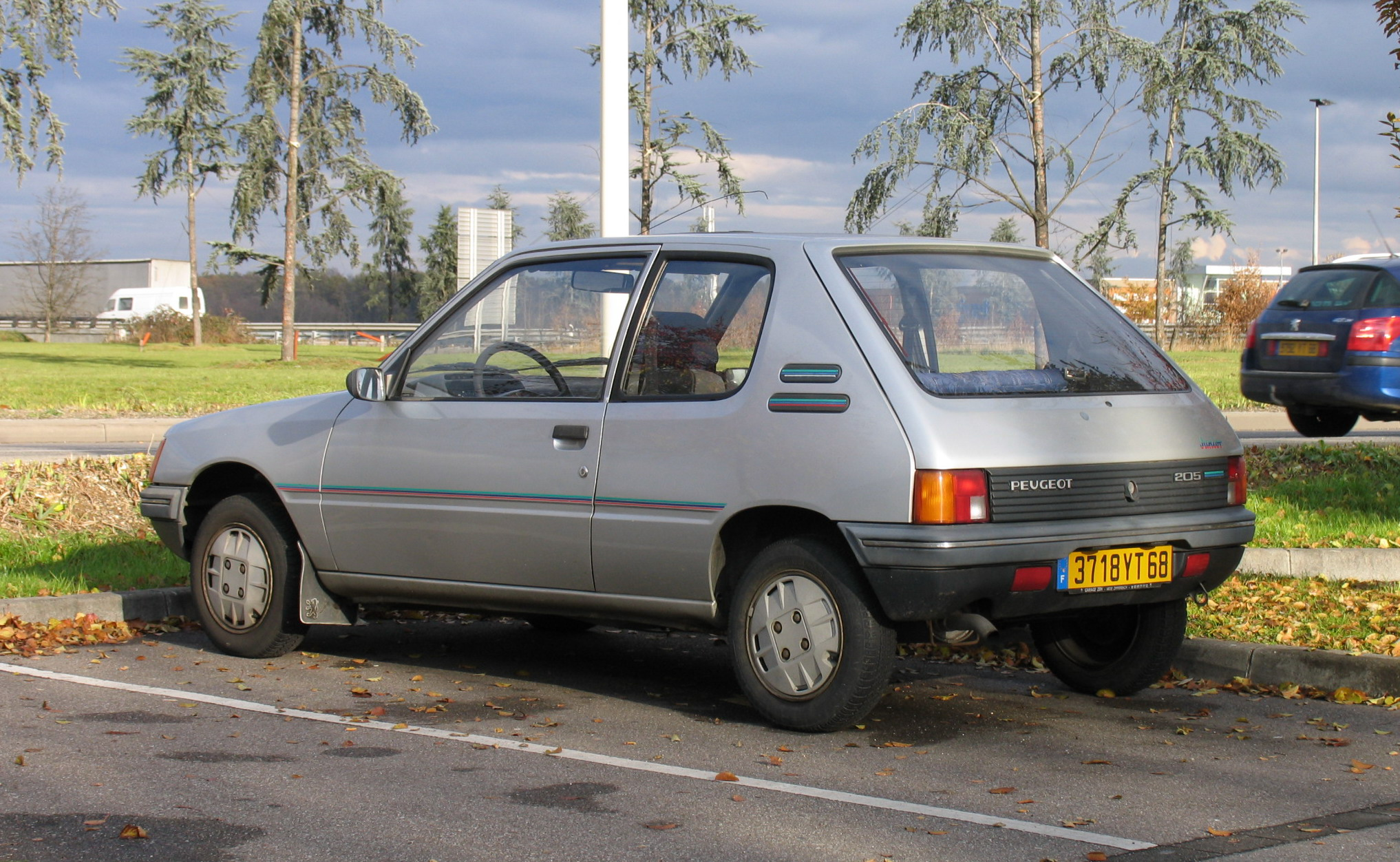
Vista posteriore di una 205

Fin dalla versione di base, la dotazione della 205 era più che soddisfacente per l'epoca, specie considerando la già citata completezza del cruscotto. In ogni caso, gli allestimenti e le relative dotazioni previste al debutto erano:
- base: senza una particolare sigla identificativa, la 205 di base si chiamava solo 205. Il livello di base era abbinato unicamente al motore più piccolo, quello da 954 cm³, e prevedeva oltre alla già citata ricca strumentazione del cruscotto, una dotazione comprendente: il tergicristallo a due velocità, il lavavetri elettrico, le luci di retromarcia, i fari anteriori regolabili su due posizioni, il pavimento rivestito in moquette, le cinture di sicurezza anteriori e posteriori, il portacenere in corrispondenza dei posti anteriori, l'impianto di ventilazione e persino la predisposizione per l'autoradio;
- GL: livello medio-basso, abbinato ai motori 1,0 e 1,1, e che prevedeva quanto già visto per l'allestimento base, ma con in più: lunotto termico, retrovisore interno con regolazione antiabbagliamento, sedili rivestiti in tessuto (sulla base erano in vinile), accendisigari e alcuni vani portaoggetti in più;
- GR: livello medio, abbinato ai motori 1,1 e 1,4 da 60 CV, e che prevedeva quanto già visto per il livello GL, ma con in più: contachilometri parziale (oltre a quello totale), orologio analogico, tergilunotto, lavavetri, retronebbia, portacenere per passeggeri posteriori, maniglie di sostegno anteriori e vano bagagli con tappetino;
- SR: livello medio-alto abbinato unicamente al 1,4 da 60 CV, e che prevedeva quanto già visto per il livello GR, tranne i sedili, non più rivestititi in tessuto semplice, ma in velluto, e con in più: tergicristallo con funzione intermittente, fari allo iodio, reostato per la regolazione dell'illuminazione del cruscotto, retrovisori esterni regolabili dall'interno, predisposizione impianto stereo con casse anteriori e posteriori e maniglie di sostegno posteriori;
- GT: livello di punta dall'impostazione sportiveggiante, abbinato unicamente al motore 1,4 da 80 CV e che prevedeva quanto già visto per il livello SR, tranne che per la presenza di un orologio digitale a cristalli liquidi al posto di quello analogico, e con in più: contagiri, spoiler posteriore e decorazione laterale adesiva.

## Evoluzione

### I primi anni di carriera

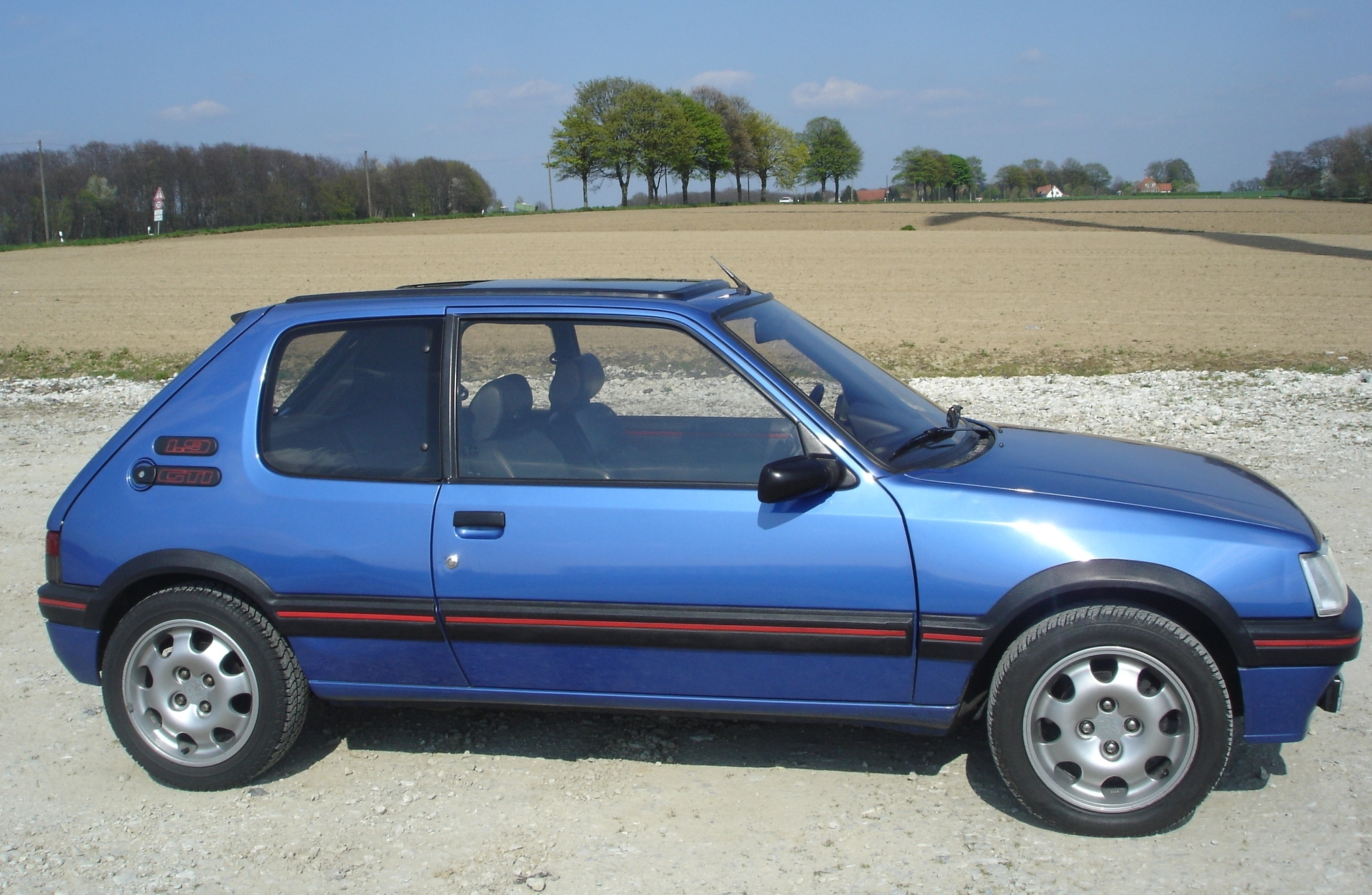
Una 205 GTI 1.9

L'interessante gamma motori, dal più tranquillo e parsimonioso 1.0 al brillante 1.4 da 80 CV, la linea giovane, fresca e dinamica, tutto quanto unito ad un prezzo concorrenziale, furono gli aspetti principali che sancirono di fatto l'immediato successo della 205. Nel settembre 1983 vi fu l'arrivo della versione diesel, spinta da un motore XUD7 da 1769 cm³ aspirato in grado di erogare 60 CV di potenza massima. La 205 a gasolio fu proposta nelle versioni GLD, GRD ed SRD.

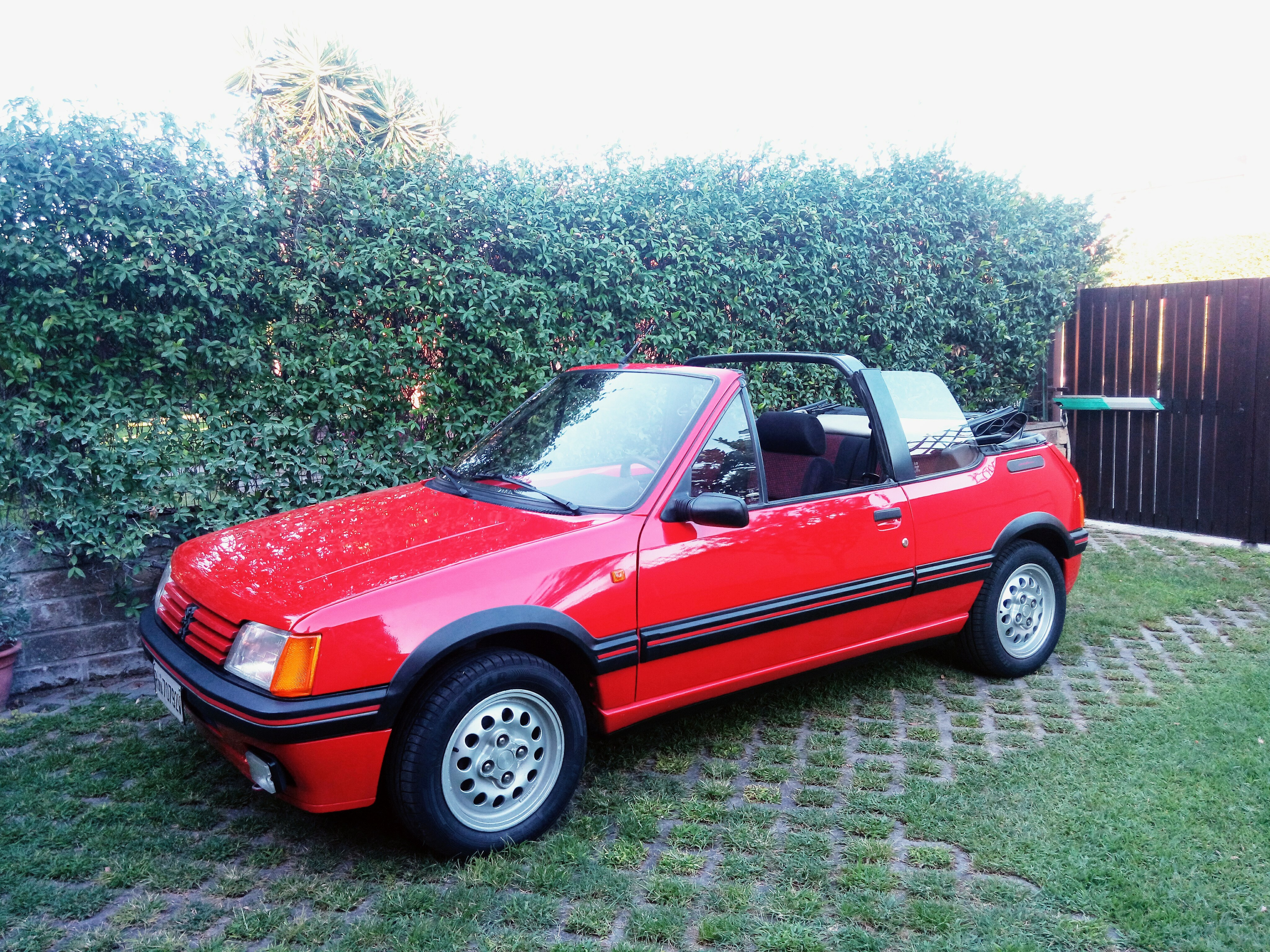
205 CTI 1.6

Nel 1984, l'anno seguente al debutto della 205, la gamma si ampliò in maniera notevole con l'introduzione di numerose varianti e motorizzazioni: innanzitutto fu presentata la 205 GTI 1.6, che con il suo 1.6 XU5 ad iniezione della potenza di 105 CV divenne la momentanea versione di punta della gamma Peugeot di quell'anno. Ma quella che sarebbe stata riconosciuta come la massima espressione sportiva della 205 arrivò poco tempo dopo: nacque infatti la 205 Turbo 16, una vettura che per ragioni di marketing riproduceva gran parte delle fattezze esteriori della normale 205 a 3 porte ma di concezione tecnica completamente diversa, realizzata espressamente per le competizioni di rally, con trazione integrale e dotata di motore centrale da 1.8 litri sovralimentato in grado di erogare fino a 600 CV nelle evoluzioni più estreme. Per omologare questa vettura per il Campionato Mondiale Rally Gruppo B, però, la Peugeot dovette prima realizzare 200 esemplari stradali, dotati di una potenza massima di 200 CV.
Sia la GTI 1.6, sia la 205 T16 furono solo un antipasto della 205 in configurazione 3 porte, la quale verrà svelata il 6 settembre 1984 e debutterà solo nell'ottobre del 1984 al Salone di Parigi. Tali versioni erano note anche come la famiglia X della gamma in quanto gli allestimenti erano denominati XE (motore 1.0 di base), XL (1.0 o 1.1), XR (1.1 o 1.4 da 60CV), XT (1.4 da 80 CV) ed XLD e XRD (motore 1.8 diesel per entrambi). In particolare, l'arrivo della XE coincise con la cancellazione dal listino della 205 di base a 5 porte.
Dal punto di vista commerciale, nel 1985 vi furono molte meno novità: va segnalata l'introduzione delle versioni van, disponibili in due diversi allestimenti:
- 205 XA, spinta dal 1.1 da 50 CV;
- 205 XAD, spinta dal 1.8 diesel da 60 CV.

Per il resto vale ancora la pena ricordare che l'allestimento XL divenne disponibile solo con il motore 1.1: sparì quindi dal listino la XL con motore da 954 cm³.

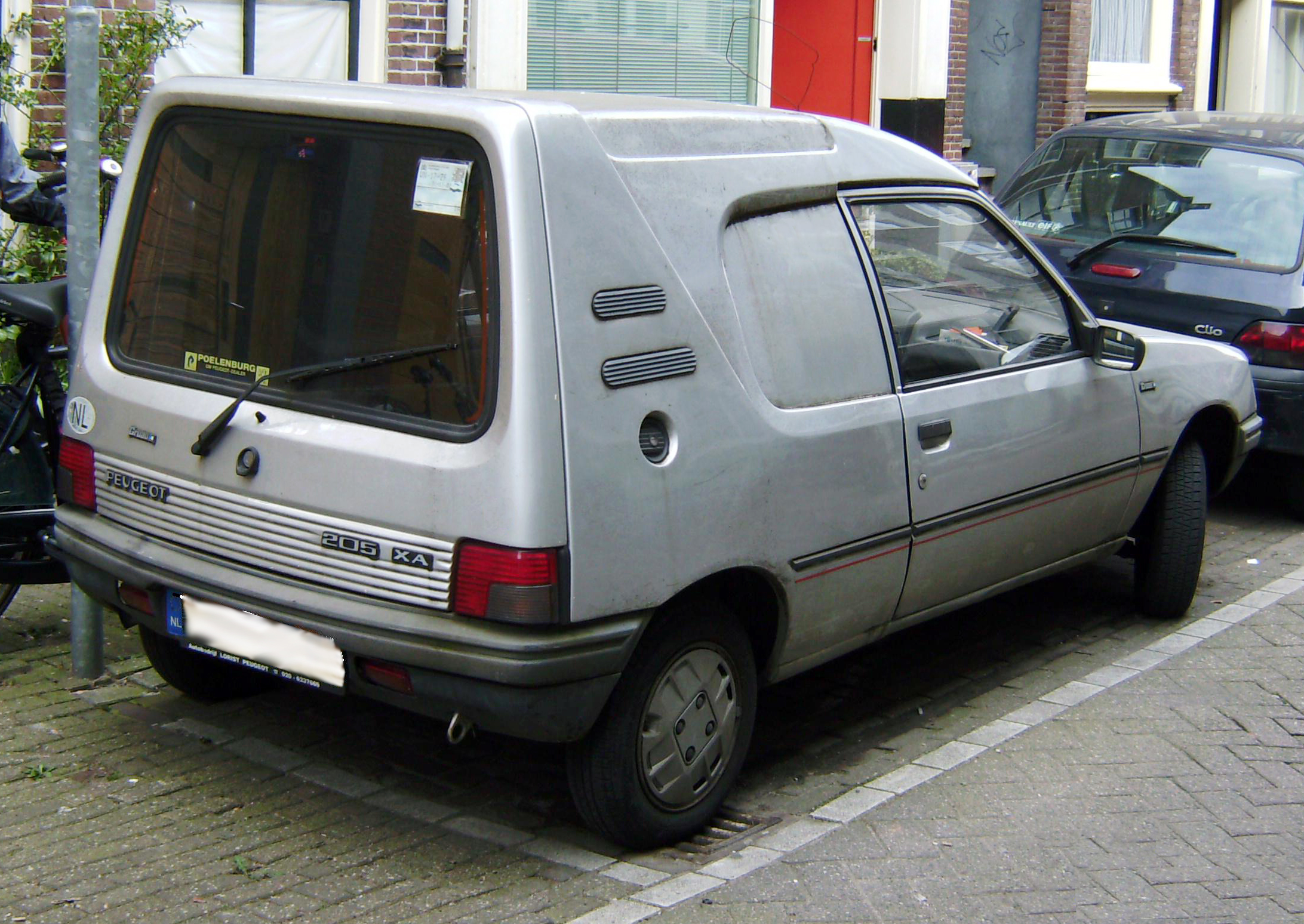
La versione van 205 Multi

All'inizio del 1986, fu introdotta la 205 GTI 1.6 115 CV, che dapprima affiancherà e poi sostituirà la versione da 105 CV. La nuova GTI verrà poi presentata ufficialmente al pubblico al Salone dell'automobile di Ginevra, assieme all'altra grande novità, ossia la 205 Cabriolet, disponibile sia come 205 CT, con motore da 1.4 litri, sia come 205 CTI, con motore da 1.6 litri, lo stesso della 205 GTI da 115 CV. Questa versione, disegnata stavolta proprio da Pininfarina, fu assemblata però nello stabilimento piemontese. Nell'ottobre dello stesso anno, al Salone di Parigi, venne proposta anche la 205 GTI 1.9, con motore XU9 da 1905 cm³ e 130 CV. Entrambe le versioni GTI, da 1.6 e 1.9 litri, si riveleranno un gran successo, specie presso il pubblico più giovane, che ne apprezzò lo scatto, il gran temperamento sportivo ed i ragionevoli costi di esercizio. Anche le versioni cabriolet divennero molto apprezzate dal pubblico. Altra novità del 1986 fu l'arrivo della 205 Automatic, la quale era equipaggiata da un cambio automatico a 4 rapporti ed era spinta dal 1.6 XU5 della GTI, ma con alimentazione a carburatore anziché ad iniezione e con potenza ridotta a 80 CV. Tra la fine del 1986 e l'inizio del 1987 vi furono anche l'ingresso in listino della 205 diesel in allestimento XTD, mossa dallo stesso motore delle altre versioni a gasolio, e della 205 XS, mossa dallo stesso motore della XT, ma con un differente livello di allestimento. Nel frattempo, il successo della 205 crebbe sempre più: il motivo principale di ciò stava nella ricca gamma, che era in grado di soddisfare praticamente qualunque esigenza, da chi desiderava una semplice utilitaria economica a chi desiderava una sportiva molto brillante a chi optava per una vettura in grado di macinare moltissimi chilometri con consumi ridottissimi, il tutto con costi contenuti nella maggior parte delle versioni. Per dare un'idea delle vendite della 205, basti pensare che nel 1985 si arrivò già al milionesimo esemplare.

### Il primo restyling (1987-1990)

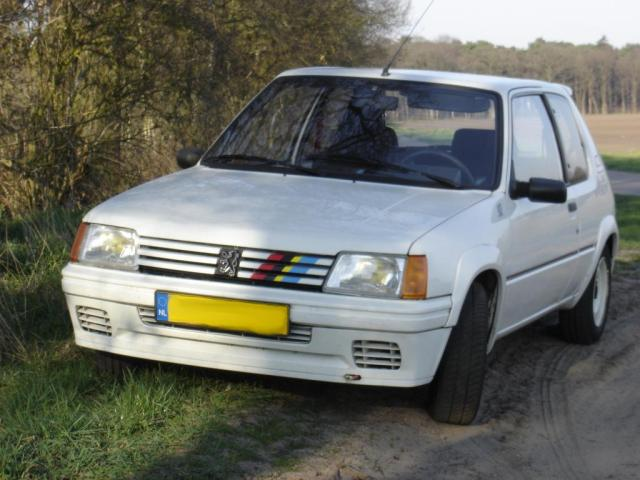
Una 205 Rallye 1.3

A metà del 1987, vi fu un leggero restyling agli interni. Ciò che invece venne rivisto in profondità fu la meccanica, che usufruì di alcuni sostanziosi aggiornamenti, visibili soprattutto nelle versioni 1.0, 1.1 e 1.4, i cui motori della serie X vennero sostituiti dai nuovissimi motori della serie TU, di identica cilindrata, ma ottimizzati nell'erogazione.
In particolare, vi fu un incremento di 5 CV nei motori 1,1 e 1,4, mentre il piccolo motore da 954 cm³, non beneficiò di incrementi di potenza. Venne poi introdotta la serie speciale Junior, costruita sulla base della XE, della quale mantenne il motore da 45 CV. Unica eccezione fu il van 205 XA, il quale per il primo anno di produzione dopo il restyling non ususfruì del motore TU, ma montò un motore completamente diverso, sempre da 1,1 litri, ma di origine Simca, lo stesso montato anche sulla 309. Sempre di origine Simca fu anche il 1,3 da 65 installato sulla 205 XRA, altra 205 in versione van, ma con allestimento meno spartano. A partire dall'anno successivo sarebbe passato anch'esso al 1,1 TU. Altra serie speciale nata nel 1987 fu la 205 Open, spinta dallo stesso motore della 205 Automatica, ma con cambio manuale a 5 marce. Esteriormente vennero applicati nuovi copricerchi e poco altro, mentre l'abitacolo beneficiò di nuovi rivestimenti ai sedili ed ai pannelli porta. Vennero ridisegnati anche la plancia ed il cruscotto.
Nel 1988 arrivò una nuova versione sportiva: prendendo a prestito la livrea bianca della 205 T16, ecco arrivare la 205 Rallye, dotata di un motore da 1,3 litri di cilindrata, alimentato a carburatori ed in grado di erogare 103 CV di potenza massima, i quali, uniti al peso ridotto della vettura (l'allestimento era molto spartano e ridotto all'osso per contenere i pesi), permetteva alla vettura di spuntare prestazioni in grado di surclassare vetture di fascia superiore. Tale vettura si impose pertanto come uno dei punti di riferimento in fatto di scatto e ripresa, tanto che fu impiegata ufficialmente come base per le competizioni in Gruppo N e Gruppo A. Il successo maggiore si ebbe tra i giovani, presso i quali divenne una valida alternativa alle GTI, più complete ma anche più costose. Nello stesso anno, la 205 XRA vide l'arrivo del motore 1,4 TU da 70 CV, lo stesso montato nel resto della gamma 205. Sempre nel 1988, la 205 CJ (cabriolet Junior) sostituì la 205 CT, a differenza della quale riprendeva il motore da 1,4 litri con potenza di 65 CV, quello con carburatore monocorpo utilizzato sulle 205 1,4 più tranquille. In questo modo, proponendo una versione più semplificata della cabriolet, si voleva dare la possibilità ad una fascia più ampia di clientela di entrare nel mondo delle cabriolet, anche se a scapito di diversi cavalli vapore in meno.
Nel 1989, la versione speciale di base, ossia la Junior, entrò ufficialmente a far parte della gamma 205. Le 205 con motore 1,4 da 65 CV, compresa la CJ, videro la loro potenza salire di altri 5 CV, raggiungendo così quota 70. Invariato invece il 1,4 da 85 CV della 205 GT. Nello stesso anno, le versioni dotate di motore XU (dal 1.6 in su, benzina e diesel), videro l'arrivo di un nuovo cambio, mentre venne cancellato dal listino l'allestimento XT. Il 10 luglio di quell'anno, la produzione della 205 raggiunse i tre milioni di esemplari prodotti.

### Il secondo restyling (1990-1992)

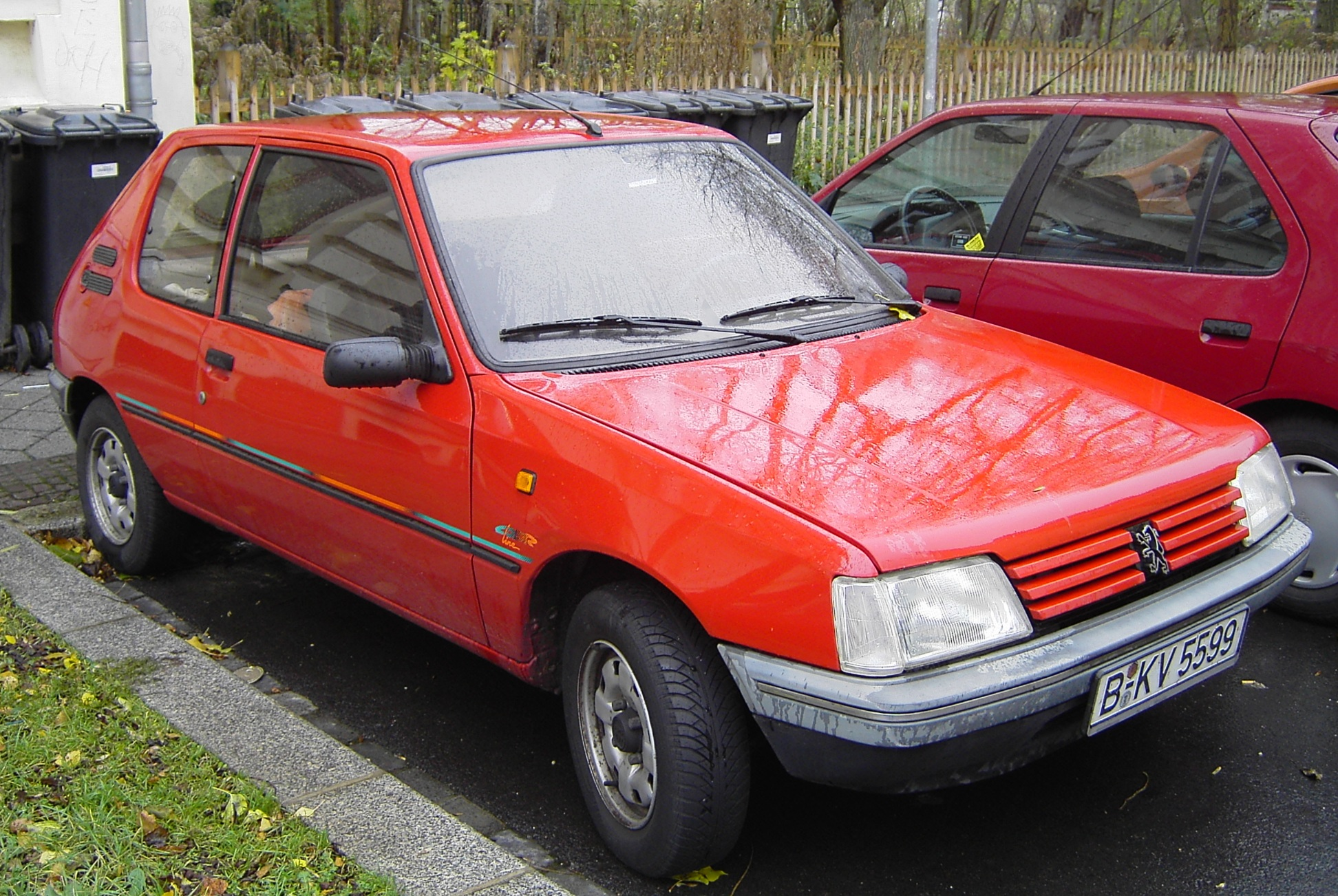
La 205 Color Line del 1991, con le frecce bianche introdotte dopo il restyling del 1990

Nel luglio 1990, la 205 subisce un restyling un po' più marcato, sebbene pur sempre di dettaglio, dando luogo alla seconda serie. La 205 aggiornata si riconosceva subito per le plastiche degli indicatori di direzione anteriori, non più di color arancio, ma bianche. Questo è stato il più visibile dei particolari aggiornati, ma in ogni caso, anche i fari posteriori ricevettero plastiche di nuovo disegno e di colore rosso e fumé. L'aggiornamento del 1990 fu l'occasione per il lancio della 205 DTurbo, la prima 205 a montare un motore a gasolio sovralimentato, per avere un comportamento più brillante anche in questo tipo di motori. Il motore di base era lo stesso delle 205 diesel aspirate, ma in questo caso, con il turbocompressore, si riuscivano a raggiungere 78 CV di potenza massima.
Dal 1991 comincia la fase calante della carriera della 205: tuttavia l'arrivo della più moderna Peugeot 106 non obbligò la Casa ad un rimaneggiamento della gamma 205. Anzi, non mancarono delle novità, come la lunga lista di serie speciali, tra cui la Color Line, prevista in abbinamento con i motori 1.1 e 1.8 diesel aspirato, sia a 3 che a 5 porte. Sempre nel 1991 viene introdotto l'allestimento Gentry, che sarà commercializzato in Italia da Marzo 1992 a Dicembre 1993 con prezzo al lancio di 26.490.000 lire, un allestimento particolarmente ricco come dotazione e finiture. Il suo propulsore era il 1.9 della GTI, ma depotenziato a 105 CV. La 205 Gentry poteva essere scelta anche con il cambio automatico a 4 rapporti. Nello stesso 1991 venne cancellata dai listini la 205 XE, lasciando la Junior a rivestire il ruolo di modello di base, ed ancora il 1.4 ricevette un extra di altri 5 CV salendo a 75.
Nel 1992 la 205 CTI vide il suo motore da 1.6 litri sostituito dal 1.9 della GTI rimasta a listino, motore che in questo caso venne però depotenziato a 105 CV. Nacque anche una 205 Junior diesel, mossa dal solito 1.8 aspirato da 60 CV.

### Gli ultimi anni di carriera

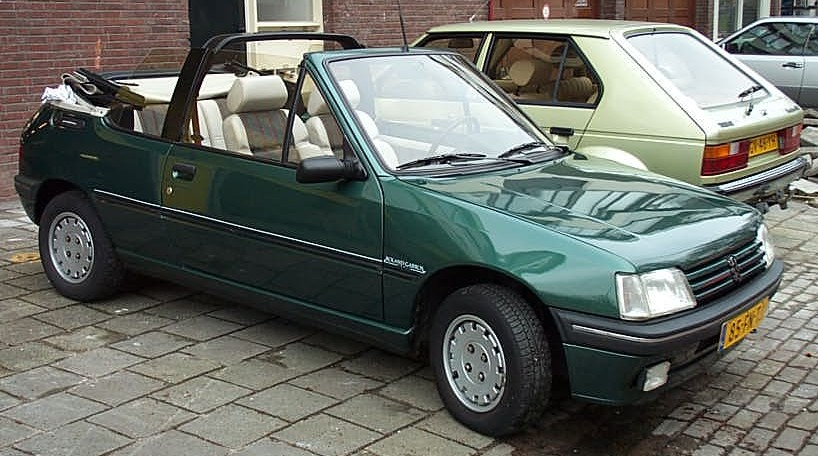
Una 205 Cabriolet Roland Garros del 1993

Alla fine del 1992, in vista dell'imminente entrata in vigore della normativa Euro 1 che imponeva il montaggio del catalizzatore e dell'alimentazione ad iniezione elettronica su tutte le auto prodotte a partire dal 1º gennaio del 1993, molte motorizzazioni subirono degli aggiornamenti, ed in particolare:
- il 1.0 di base vide la sua potenza salire da 45 a 50 CV;
- il 1.6 montato sulla Automatic venne adottato anche dai modelli GT e XS, e passò da 80 ad 89 CV;
- il 1.9 da 105 CV montato su Gentry e CTI scese da 105 a 102 CV;
- il 1.9 montato sulla GTI vide la sua potenza ridursi da 130 a 122 CV;
- il 1.8 diesel aspirato scese da 60 a 59 CV.

Sempre alla fine del 1992 venne introdotto l'allestimento Color Line, riservato alle motorizzazioni 1.1 e 1.8 diesel, e vennero tolte dai listini la 205 GTI 1.6, e la 205 Rallye, poiché non in grado di soddisfare la normativa Euro 1 e comunque poiché la gamma 106 si stava completando con l'arrivo delle sue sportive, vale a dire la XSi (già a listino) e la Rallye (in arrivo nei primi mesi del 1993).
Nel 1993 si ebbero nuovi tagli alla gamma: tutte le versioni 1.4 tranne la cabriolet CJ vennero sostituite da un'unica versione denominata 205 Style. La versione Style, considerata una sorta di serie speciale più che un allestimento, fu estesa fin dall'inizio anche ai motori 1.8 a gasolio, sia aspirato che sovralimentato. Nell'autunno dello stesso anno vennero cancellate dalla gamma la CTI e la XS.
Nel 1994, la Cabriolet CJ, venne semplicemente ribattezzata Cabriolet, senza altre sigle, visto e considerato che era oramai l'unica 205 Cabriolet in gamma. Sempre nel 1994 la gamma subì un altro taglio drastico, con l'eliminazione della versione 1.0 di base e con l'arrivo della serie Sacré Numéro, che identificò in pratica l'intera gamma 205, a questo punto composta solo da 6 modelli (fino ad un paio di anni prima erano una trentina), uno per motorizzazione: 1.1, 1.4, 1.6, 1.8 D e 1.8 TD. Il sesto modello era la Cabriolet, l'unica a non essere stata toccata dalla denominazione Sacré Numéro.
Nel 1995, anche la Cabriolet dovette lasciare la gamma dopo anni di successi. Rimasero a questo punto le sole versioni Sacré Numéro, che a partire dall'autunno del 1996 rimasero limitate al solo mercato francese.
Poco meno di due anni dopo, nell'estate del 1998, fu avviata la produzione della Peugeot 206, che pose definitivamente fine alla carriera della 205, nel frattempo riproposta nell'allestimento Generation 205 e nella sola motorizzazione 1.4 da 75 CV. Tale versione rimarrà in produzione fino al dicembre 1998, con le ultime consegne avutesi all'inizio del 1999.
Ad essere precisi, però, non tutte le 205 uscirono di listino, poiché ancora per qualche mese rimase in vendita la versione XAD, ancora equipaggiata dal 1.8 diesel da 59 CV. Ma sempre nel corso del 1999, anche quest'ultima versione fu pensionata definitivamente.

## Versioni speciali

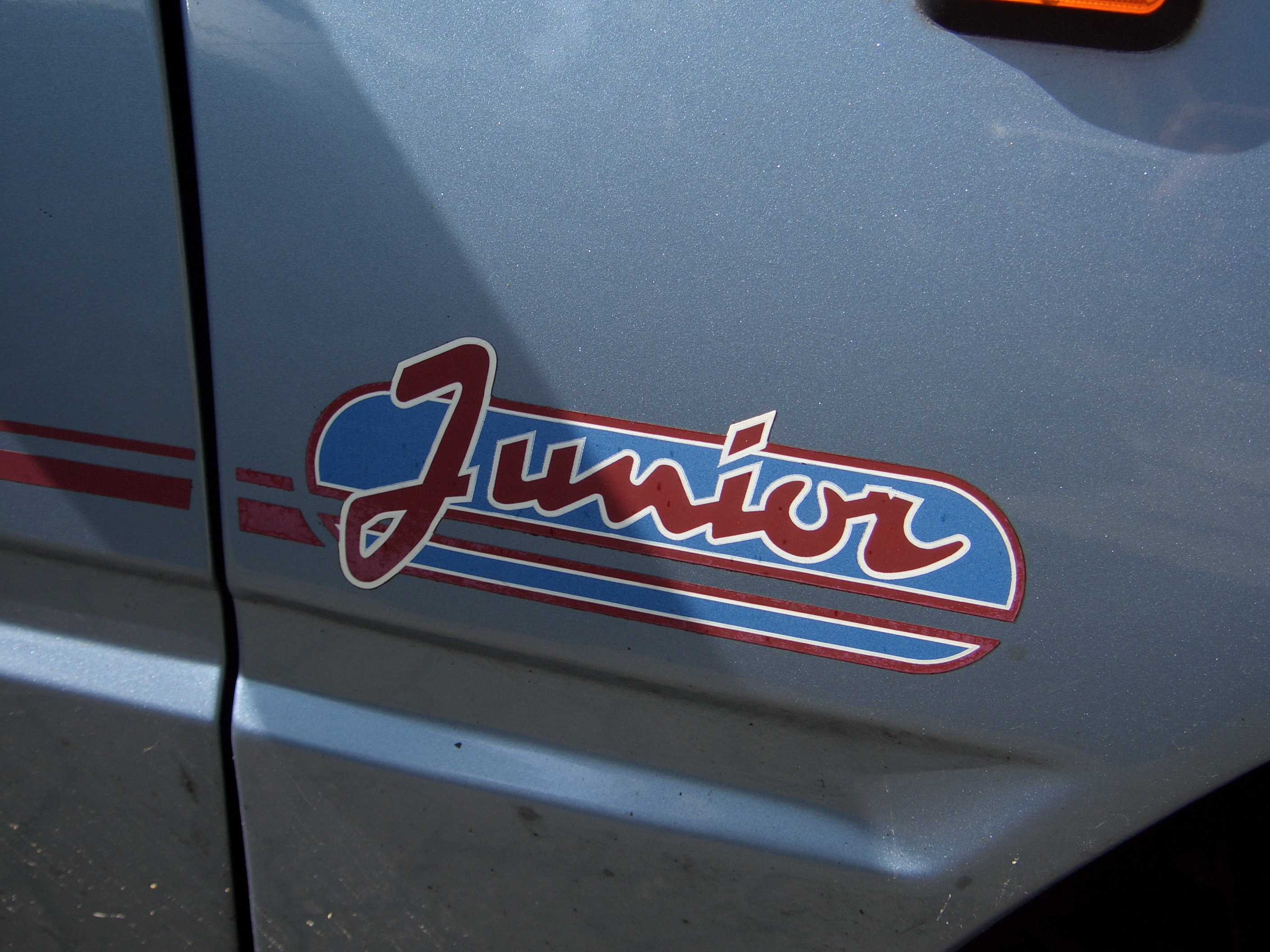
Il logo della 205 Junior...

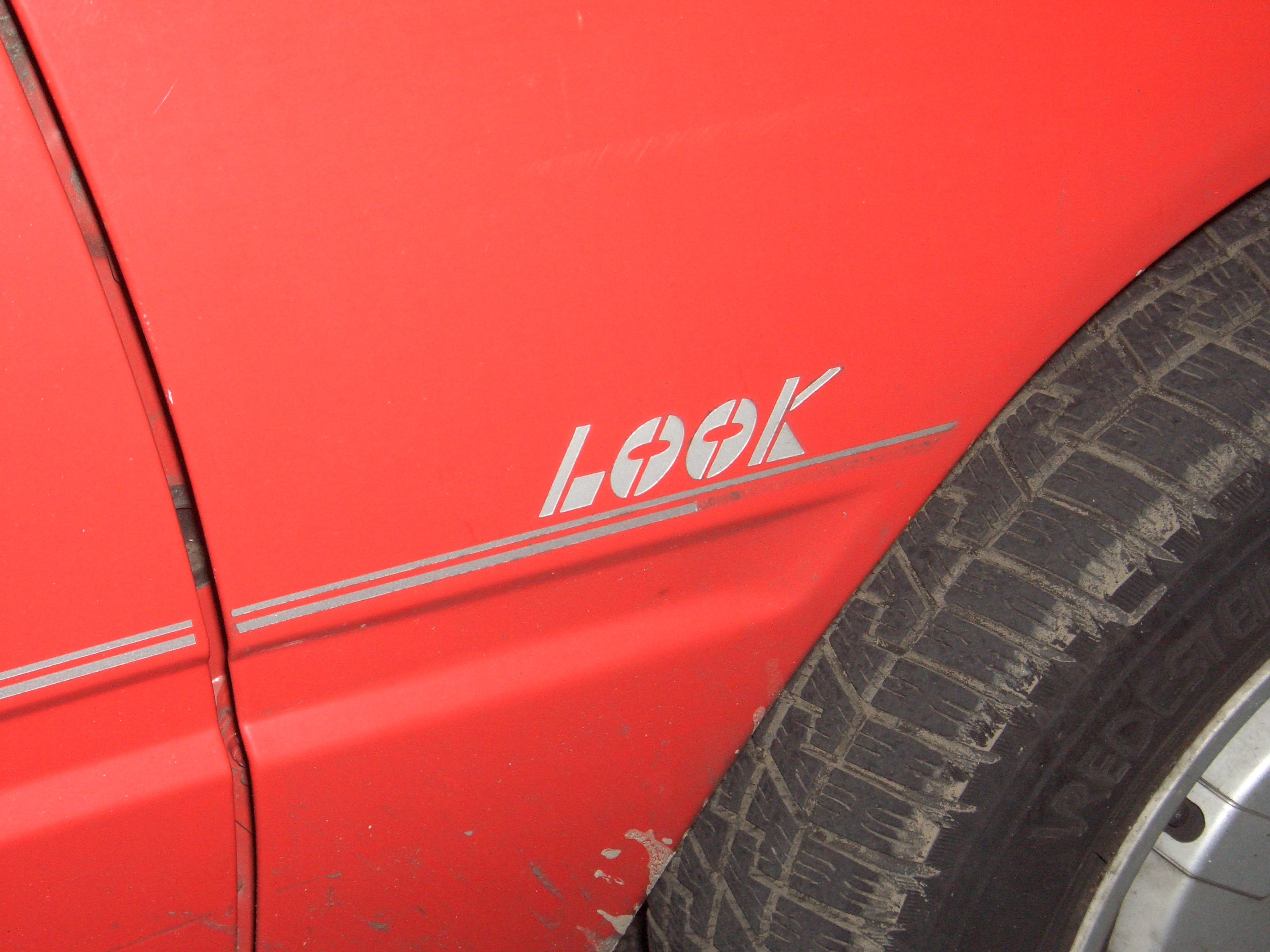
... ed il logo della 205 Look.

Ecco invece di seguito una piccola parte delle versioni speciali a tiratura limitata proposte per la gamma 205, la maggior parte delle quali nella sola Francia:
- Oceane e Zenith: 954 cm³ da 45 CV;
- Color Line e Look: 954 cm³ da 45 CV e 1124 cm³ da 55 CV (1991-1992), da 60 CV (1992-1994) e 1769 cm³ diesel aspirato;
- Sacré Numéro: 1124 cm³ da 60 CV, 1360 cm³ da 75 CV e 1580 cm³ automatica da 89 CV;
- Green: 1360 cm³ da 70 CV;
- Indiana e Generation 205: 1360 cm³ da 75 CV;
- Gentry: 1905 cm³ da 105 CV;[3]
- Color Line D, Generation 205 D, Junior D, Sacré Numéro D e Zenith D: 1769 cm³ diesel da 60 CV;
- STDT: 1769 cm³ turbodiesel da 78 CV;
- Junior Auto e XL Auto, altre varianti dotate di cambio automatico;

Vi furono anche serie speciali riservate a mercati esteri:
- per l'Italia: T-Shirt, El Charro, Italian Open, GTI Action,"GTI Plus"  e Best Company;Lacoste; Arrogance; Best Company; Italian open;
- per la Germania: New Look, Winner ed XSD;
- per la Svizzera: Elegance e le serie speciali GTI, denominate Top Line, Sport, Collection, Grand Prix, Miami eMagic;
- per il Belgio: Diabolo, Forever e Dixie;
- per i Paesi Bassi: Accent, Cachet, Jubilée, Ace, Magnum, Hawaii, Min, Plus e Soleil;
- per il Regno Unito: GTI Radio 1 FM, Inca, Aztec, Trio, Zest, Mardi Gras, Sceptre ed una specifica versione Van;
- per la Danimarca: Sprite, Coke, STD, XLI e XRi;
- per la Spagna: Mito, Seve, GTX e GTD;
- per il Brasile: XSi;
- per l'Australia: SI e GTI Classic.

Infine, vi sono state anche delle serie speciali previste per più mercati, come la Roland Garros, la Style, la Look, la Open, la Gentry e la Griffe. Infine, in Italia, la 205 è stata proposta anche con carrozzeria cabriolet e motore 1.1 da 60 CV. Sempre nel nostro Paese, vale la pena aggiungere che le versioni GE, XTD, XRDT e GRDT non sono mai state importate.

## Riepilogo caratteristiche
Di seguito vengono riepilogate le caratteristiche relative alle varie versioni previste per la gamma 205 nella maggior parte dei Paesi europei: non sono state incluse le serie speciali (tranne la Junior, passata dopo poco tempo a far parte della gamma) e le varianti di carrozzeria particolari come la Multi o la Cabriolet 1.1 prevista per l'Italia.
| Peugeot 205        |               |                                                    |                              |           |                |                                           |                |               |                    |                              |                    |              |                     |                    |                    |
| Modello            | Carrozzeria   | Allestimenti                                       | Sigle delle varianti         | Motore    | Cilindrata cm³ | Alimentazione                             | Potenza CV/rpm | Coppia Nm/rpm | Cambio/ N°rapporti | Freni (ant/post)             | Massa a vuoto (kg) | Velocità max | Acceler. 0–100 km/h | Consumo (l/100 km) | Anni di produzione |
| Versioni a benzina |               |                                                    |                              |           |                |                                           |                |               |                    |                              |                    |              |                     |                    |                    |
| 205 1.0            | berlina 3p/5p | base, XE, XL (3p)/ GE, GL (5p)                     | 741-C01/ 741-A01             | XV8       | 954            | Carburatore monocorpo                     | 45/6000        | 66/3000       | M/4                | Dischi/ Tamburi              | 760                | 137          | 17"7                | 6.6                | 1983-87            |
| 205 1.0            | berlina 3p/5p | XE (3p) GL (5p) e Junior (3p/5p)                   | 20CC11/ 20AC11               | TU9/K     | 954            | Carburatore monocorpo                     | 45/5200        | 70/3200       | M/41               | Dischi/ Tamburi              | 760                | 143          | 18"8                | 5.9                | 1987-92            |
| 205 1.0            | berlina 3p/5p | Junior (3p/5p)                                     | 20CCD1/ 20ACD1               | TU9M/Z    | 954            | Iniezione elettronica                     | 50/6000        | 73.5/3700     | M/41               | Dischi/ Tamburi              | 785                | 148          | 17"9                | 6.2                | 1993-94            |
| 205 1.1            | berlina 3p/5p | XL, XR (3p)/ GL, GR (3p/5p), Color Line            | 741-C11/ 741-A11             | XW7       | 1124           | Carburatore monocorpo                     | 50/4800        | 84/2800       | M/4                | Dischi/ Tamburi              | 765                | 148          | 17"7                | 6.8                | 1983-87            |
| 205 1.1            | berlina 3p/5p | XL, XR (3p)/ GL, GR (3p/5p), Color Line            | 20CH11/ 20AH11/20CH12/20AH12 | TU1/K     | 1124           | Carburatore monocorpo                     | 55/5800        | 87.5/3200     | M/5                | Dischi/ Tamburi              | 765                | 157          | 14"6                | 6.7                | 1987-92            |
| 205 1.1            | berlina 3p/5p | GR (5p), Color Line e Sacré Numéro(3p/5p)          | 20CHD2/ 20AHD2               | TU1M/Z    | 1124           | Iniezione elettronica                     | 60/6200        | 87.5/3800     | M/5                | Dischi/ Tamburi              | 790                | 164          | 13"9                | 6.2                | 1992-96            |
| 205 1.1            | Van           | XA                                                 | 741-S11                      | XW7       | 1124           | Carburatore monocorpo                     | 50/4800        | 84/2800       | M/4                | Dischi/ Tamburi              | 780                | 143          | 17"7                | 6.1                | 1985-87            |
| 205 1.1            | Van           | XA                                                 | 20SE11                       | E1A       | 1118           | Carburatore monocorpo                     | 55/6000        | 86.3/3000     | M/4                | Dischi/ Tamburi              | 800                | 151          | 16"7                | 6.3                | 1987-88            |
| 205 1.1            | Van           | XA                                                 | 20SH11                       | TU1/K     | 1124           | Carburatore monocorpo                     | 55/5800        | 87.5/3200     | M/4                | Dischi/ Tamburi              | 800                | 154          | 14"6                | 6.1                | 1988-92            |
| 205 1.3            | Van           | XRA                                                | 20SG12                       | 1G1E      | 1294           | Carburatore monocorpo                     | 65/5500        | 103/2800      | M/5                | Dischi/ Tamburi              | 800                | -            | -                   | -                  | 1987-88            |
| 205 1.3            | berlina 3p    | Rallye                                             | 20CM22                       | TU2A/K    | 1294           | 2 carburatori doppio corpo                | 103/6800       | 118/5000      | M/5                | Dischi/ Tamburi              | 790                | 190          | 9"6                 | 8.2                | 1988-92            |
| 205 1.4            | berlina 3p/5p | XR (3p)/ GR, SR (5p)                               | 741-C47/ 741-A47             | XY7       | 1360           | Carburatore monocorpo                     | 60/5000        | 105/2500      | M/4                | Dischi/ Tamburi              | 800                | 155          | 14"8                | 6.9                | 1983-87            |
| 205 1.4            | berlina 3p/5p | XR (3p)/ GR, SR (5p)                               | 20CK12/ 20AK12               | TU3A      | 1360           | Carburatore monocorpo                     | 65/5400        | 110/3000      | M/5                | Dischi/ Tamburi              | 800                | 163          | 13"6                | 6.2                | 1987-88            |
| 205 1.4            | berlina 3p/5p | XR (3p)/ GR, SR (5p)                               | 20CK12-1/ 20AK12-1           | TU3A/K    | 1360           | Carburatore monocorpo                     | 70/5700        | 111/3400      | M/5                | Dischi/ Tamburi              | 800                | 167          | 12"2                | 6.5                | 1988-91            |
| 205 1.4            | berlina 3p/5p | XR (3p)/ GR, SR (5p)                               | 20CK22-1/ 20AK22-1           | TU3F2/K   | 1360           | Carburatore doppio corpo                  | 75/5800        | 114/3800      | M/5                | Dischi/ Tamburi              | 840                | 172          | 11"8                | 6.9                | 1991-92            |
| 205 1.4            | berlina 3p/5p | SR (5p)/ Sacré Numéro (3p/5p)                      | 20CKD2-1/ 20AKD2-1           | TU3M/Z    | 1360           | Iniezione elettronica                     | 75/6200        | 109/4000      | M/5                | Dischi/ Tamburi              | 850                | 170          | 11"6                | 7.1                | 1992-96            |
| 205 1.4            | berlina 3p/5p | XT (3p)/ GT (5p)                                   | 741-C57/ 741-A57             | XY8       | 1360           | 2 carburatori monocorpo                   | 80/5800        | 108/2800      | M/5                | Dischi/ Tamburi              | 820                | 174          | 11"3                | 7.3                | 1983-87            |
| 205 1.4            | berlina 3p/5p | XT (3p)/ GT (5p)                                   | 20CK22-A/ 20AK22-A           | TU3S      | 1360           | Carburatore doppio corpo                  | 85/6400        | 116/4000      | M/5                | Dischi/ Tamburi              | 820                | 178          | 10"6                | 7                  | 1987-92            |
| 205 1.4            | Van           | XRA                                                | 20SK12-1                     | TU3A/K    | 1360           | Carburatore monocorpo                     | 70/5700        | 111/3400      | M/5                | Dischi/ Tamburi              | 800                | 167          | 12"2                | 6.6                | 1988-92            |
| 205 1.4            | Cabriolet     | CJ                                                 | 20DK12                       | TU3A      | 1360           | Carburatore monocorpo                     | 65/5400        | 110/3000      | M/5                | Dischi/ Tamburi              | 885                | 163          | -                   | -                  | 1988-89            |
| 205 1.4            | Cabriolet     | CJ                                                 | 20DK12-1                     | TU3A/K1G  | 1360           | Carburatore monocorpo                     | 70/5600        | 111/3400      | M/5                | Dischi/ Tamburi              | 885                | 162          | 12"7                | 6.6                | 1989-91            |
| 205 1.4            | Cabriolet     | CJ                                                 | 20DK22-1                     | TU3F2/K2D | 1360           | Carburatore doppio corpo                  | 75/5800        | 114/3800      | M/5                | Dischi/ Tamburi              | 885                | 172          | 12"                 | 6.9                | 1991-92            |
| 205 1.4            | Cabriolet     | CJ                                                 | 20DKD2-1                     | TU3M/Z    | 1360           | Iniezione elettronica                     | 75/6200        | 109/4000      | M/5                | Dischi/ Tamburi              | 885                | 168          | 10"6                | 7.2                | 1992-94            |
| 205 1.4            | Cabriolet     | Cabriolet                                          | 20DKD2-1                     | TU3M/Z    | 1360           | Iniezione elettronica                     | 75/6200        | 109/4000      | M/5                | Dischi/ Tamburi              | 902                | 168          | 10"6                | 7.2                | 1994-95            |
| 205 1.4            | Cabriolet     | CT                                                 | 741-B57                      | XY8       | 1360           | 2 carburatori monocorpo                   | 80/5800        | 108/2800      | M/5                | Dischi/ Tamburi              | 885                | 166          | -                   | 8.1                | 1986-87            |
| 205 1.4            | Cabriolet     | CT                                                 | 20DK22-A                     | TU3S      | 1360           | Carburatore doppio corpo                  | 85/6400        | 116/4000      | M/5                | Dischi/ Tamburi              | 885                | 170          | -                   | -                  | 1987-88            |
| 205 1.6            | berlina 3p/5p | Automatic                                          | 741-C28/ 741-A28             | XU5-1C    | 1580           | Carburatore monocorpo                     | 80/5600        | 130/2800      | A/4                | Dischi/ Tamburi              | 880                | 163          | -                   | 7.8                | 1986-87            |
| 205 1.6            | berlina 3p/5p | Automatic                                          | 20CB14-1/ 20AB14-1           | XU5-1C    | 1580           | Carburatore monocorpo                     | 80/5600        | 130/2800      | A/4                | Dischi/ Tamburi              | 880                | 163          | -                   | 7.8                | 1987-92            |
| 205 1.6            | berlina 3p/5p | Automatic                                          | 20CBDA-1/ 20ABD4-1           | XU5M3/Z   | 1580           | Iniezione elettronica                     | 89/6400        | 128/3000      | A/4                | Dischi/ Tamburi              | 880                | 167          | 14"                 | 8                  | 1992-94            |
| 205 1.6            | berlina 3p/5p | Sacré Numéro                                       | 20CB14-1/ 20AB14-1           | XU5M3/Z   | 1580           | Iniezione elettronica                     | 89/6400        | 128/3000      | A/4                | Dischi/ Tamburi              | 880                | 167          | 14"                 | 8                  | 1994-96            |
| 205 1.6            | berlina 3p/5p | XS (3p) e GT (5p)                                  | 20CBD2-1 /20ABD2-1           | XU5M3/Z   | 1580           | Iniezione elettronica                     | 89/6400        | 128/3000      | M/5                | Dischi/ Tamburi              | 850                | 180          | -                   | 7.7                | 1992-94            |
| 205 1.6            | berlina 3p    | GTI                                                | 741-C66                      | XU5J      | 1580           | Iniezione elettronica                     | 105/6250       | 137/4000      | M/5                | Dischi/ Tamburi              | 850                | 190          | 9"5                 | 7.8                | 1984-86            |
| 205 1.6            | berlina 3p    | GTI                                                | 20CB62-2                     | XU5JA     | 1580           | Iniezione elettronica                     | 115/6250       | 131/4000      | M/5                | Dischi/ Tamburi              | 850                | 196          | 9"1                 | 8.2                | 1986-92            |
| 205 1.6            | Cabriolet     | CTI                                                | 741-B66/1                    | XU5JA     | 1580           | Iniezione elettronica                     | 115/6250       | 131/4000      | M/5                | Dischi/ Tamburi              | 935                | 190          | 9"7                 | 8                  | 1986-90            |
| 205 1.6            | Cabriolet     | CTI                                                | 20DB62-2                     | XU5JA     | 1580           | Iniezione elettronica                     | 115/6250       | 131/4000      | M/5                | Dischi/ Tamburi              | 935                | 190          | 9"7                 | 8                  | 1990-92            |
| 205 1.9            | berlina 3p    | Gentry                                             | 20CDF2                       | XU9J1     | 1905           | Iniezione elettronica                     | 105/6000       | 142/3200      | M/5                | Dischi/ Tamburi              | 880                | 192          | 10"3                | 8.9                | 1991-92            |
| 205 1.9            | berlina 3p    | Gentry                                             | 20CDF2                       | XU9J1/Z   | 1905           | Iniezione elettronica                     | 102/6200       | 141/3000      | M/5                | Dischi/ Tamburi              | 880                | 192          | 10"3                | 9                  | 1992-94            |
| 205 1.9            | cabriolet     | CTI                                                | 20DDF2                       | XU9J1/Z   | 1905           | Iniezione elettronica                     | 102/6200       | 141/3000      | M/5                | Dischi/ Tamburi              | 935                | 192          | 10"3                | 9.1                | 1993-94            |
| 205 1.9            | berlina 3p    | GTI                                                | 741-C86                      | XU9JA     | 1905           | Iniezione elettronica                     | 130/6000       | 161/4750      | M/5                | Dischi autov./ Dischi        | 880                | 206          | 7"8                 | 8.5                | 1987-88            |
| 205 1.9            | berlina 3p    | GTI                                                | 20CD62                       | XU9JA     | 1905           | Iniezione elettronica                     | 130/6000       | 161/4750      | M/5                | Dischi autov./ Dischi        | 880                | 206          | 7"8                 | 8.5                | 1988-92            |
| 205 1.9            | berlina 3p    | GTI                                                | 20CDK2                       | XU9JA/Z   | 1905           | Iniezione elettronica                     | 122/6000       | 156/3000      | M/5                | Dischi autov./ Dischi        | 880                | 196          | 8"6                 | 8.7                | 1992-94            |
| 205 Turbo 16       | berlina 3p    |                                                    | 741-R76                      | XU8T      | 1775           | Iniezione meccanica + turbo e intercooler | 200/6750       | 260/4000      | M/5                | Dischi autov./ Dischi autov. | 960                | 214          | 6"8                 | -                  | 1984-85            |
| Versioni diesel    |               |                                                    |                              |           |                |                                           |                |               |                    |                              |                    |              |                     |                    |                    |
| 205 D              | berlina 3p/5p | XLD, XRD (3p) GLD,GRD,SRD (5p)                     | 741-C90 (3p)/ 741-A90 (5p)   | XUD7/K    | 1769           | Diesel aspirato Iniezione indiretta       | 60/4600        | 110/2000      | M/4                | Dischi/ Tamburi              | 880                | 155          | 15"1                | 5.6                | 1984-87            |
| 205 D              | berlina 3p/5p | XLD, XRD (3p) GLD,GRD,SRD (5p)                     | 20CA91/ 20AA91               | XUD7/K    | 1769           | Diesel aspirato Iniezione indiretta       | 60/4600        | 110/2000      | M/4                | Dischi/ Tamburi              | 880                | 155          | 15"1                | 5.6                | 1987-93            |
| 205 D              | berlina 3p/5p | Sacré Numéro (3p/5p) Generation D (3p/5p)          | 20CA92/ 20AA92               | XUD7/K    | 1769           | Diesel aspirato Iniezione indiretta       | 60/4600        | 110/2000      | M/5                | Dischi/ Tamburi              | 880                | 155          | 15"1                | 5.6                | 1993-98            |
| 205 D              | van           | XAD, XRAD                                          | 741S90                       | XUD7/K    | 1769           | Diesel aspirato Iniezione indiretta       | 60/4600        | 110/2000      | M/4                | Dischi/ Tamburi              | 880                | 155          | 15"1                | 5.6                | 1985-87            |
| 205 D              | van           | XAD, XRAD                                          | 20SA91                       | XUD7/K    | 1769           | Diesel aspirato Iniezione indiretta       | 60/4600        | 110/2000      | M/4                | Dischi/ Tamburi              | 880                | 155          | 15"1                | 5.6                | 1987-96            |
| 205 D              | van           | XAD, XRAD                                          | 20SA92                       | XUD7/K    | 1769           | Diesel aspirato Iniezione indiretta       | 60/4600        | 110/2000      | M/5                | Dischi/ Tamburi              | 880                | 155          | 15"1                | 5.6                | 1996-97            |
| 205 D              | van           | XAD, XRAD                                          | 20SA92                       | XUD7/K    | 1769           | Diesel aspirato Iniezione indiretta       | 60/4600        | 110/2000      | M/5                | Dischi/ Tamburi              | 880                | 155          | 15"1                | 5.6                | 1997-99            |
| 205 DTurbo         | berlina 3p/5p | XRDT (3p)/ GRDT (5p)/ D Turbo, Sacré Numéro(3p/5p) | 20CA82 20AA82                | XUD7T/K   | 1769           | Turbodiesel iniezione indiretta           | 78/4300        | 157/2100      | M/5                | Dischi/ Tamburi              | 925                | 175          | 12"3                | 6.1                | 1990-96            |

## Competizioni sportive

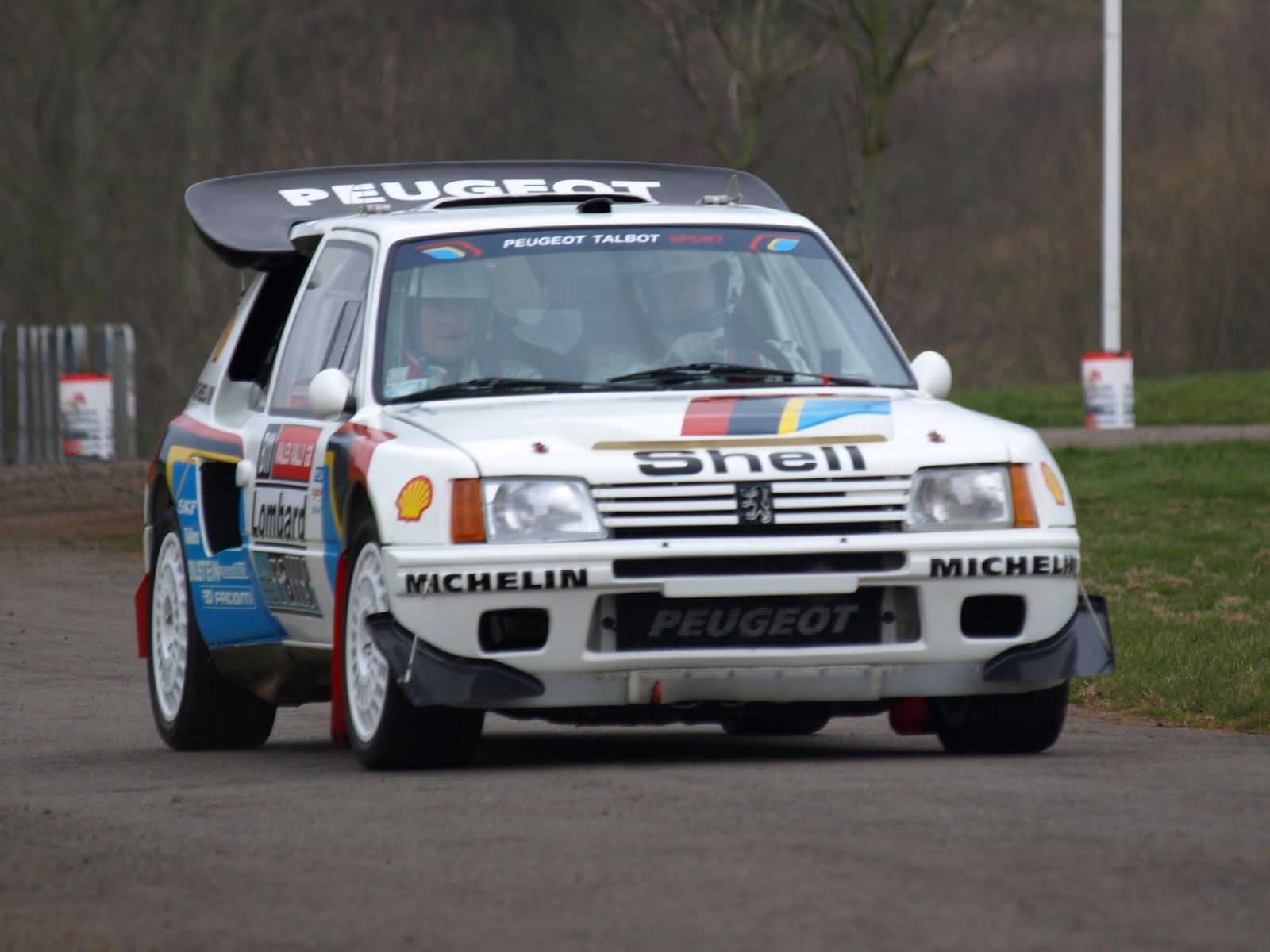
Peugeot 205 T16 Evo 2

### Peugeot 205 T16
Nel 1984, nell'ambito del Campionato del Mondo Rally Gruppo B debutta la 205 Turbo 16, una vettura prototipo con telaio a traliccio tubolare, motore posteriore trasversale sovralimentato, dotata di trazione integrale, un peso contenuto in 960 kg la cui carrozzeria per scopi di marketing richiama molto da vicino quella delle normali 205 di serie.
Nella stagione del debutto, il suo motore 4 cilindri in linea di 1.775 cm³ sovralimentato dispone di 350 CV, con essa il pilota Ari Vatanen coglie 3 vittorie iridate, dimostrando che la T16 è una seria rivale dell'Audi quattro, sino ad allora dominatrice della categoria.
Già nelle prime prove del mondiale rally 1985, la 205 T16 si rivela l'auto da battere: il peso minore, l'elevata potenza del propulsore e la buona maneggevolezza, le permettono di essere più competitiva delle Audi e delle Lancia; durante la stagione la squadra introduce anche la versione Evolution 2, dotata di vistose appendici aerodinamiche e spoiler per garantire maggiore trazione, oltre che di un motore più potente, capace di 450 CV. La Peugeot vince 7 prove mondiali, conquista il suo primo titolo costruttori e il suo pilota Timo Salonen diventa campione del mondo.
Nel 1986 il campionato mondiale rally è caratterizzato dalla forte rivalità fra Peugeot e Lancia, che schiera la nuova ed estremamente competitiva Delta S4, la Peugeot dal canto suo introduce un motore ancora più potente, in grado di toccare i 560 CV. La stagione è segnata anche da tragici incidenti mortali che coinvolgono i piloti Lancia; inoltre alcuni risultati agonistici non vengono convalidati dalla FIA per ricorsi sportivi. Il campionato viene vinto nuovamente da Peugeot e il pilota Juha Kankkunen si laurea campione.

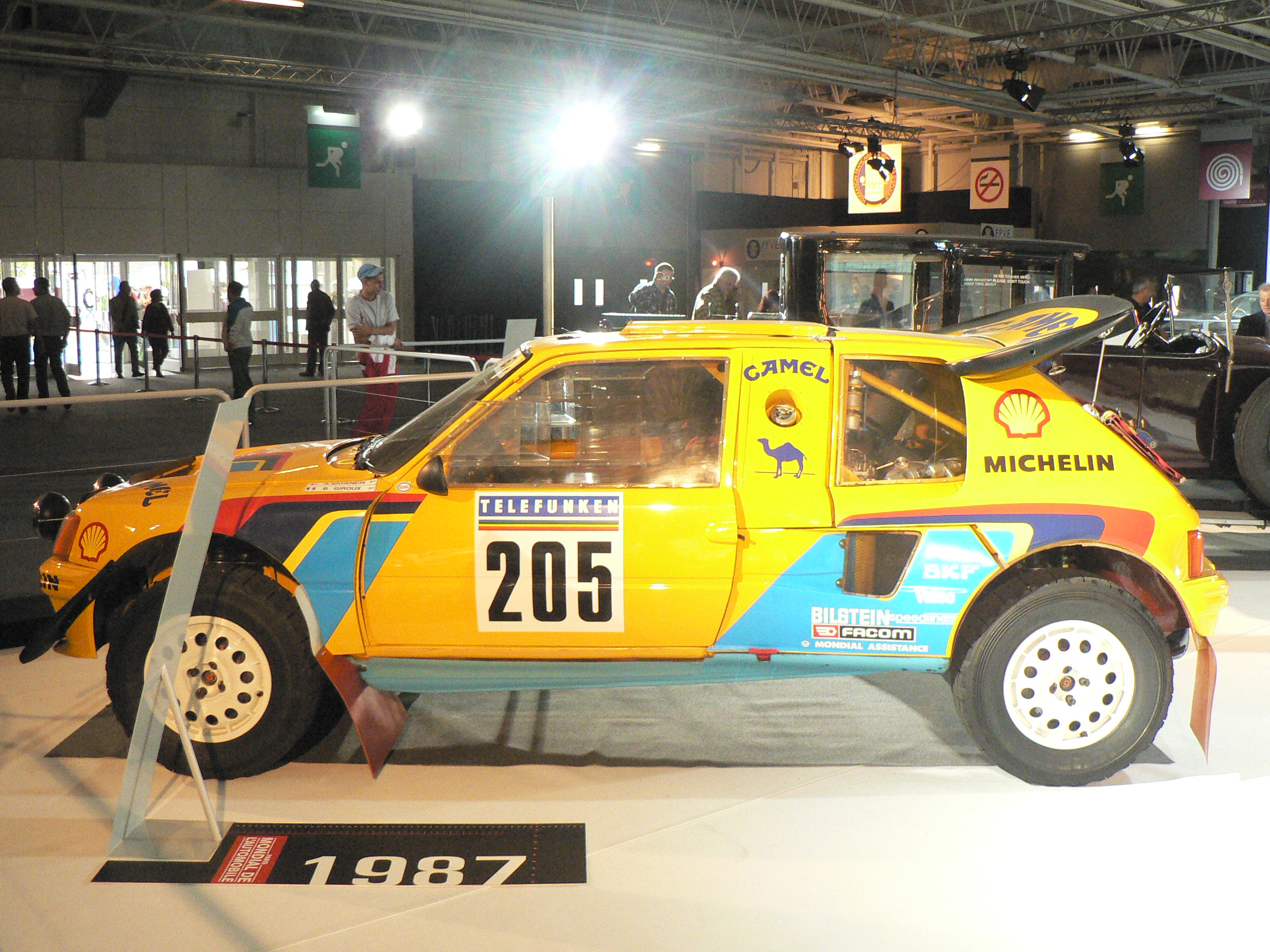
Peugeot 205 T16 Grand Raid

Per motivi di sicurezza la FIA decise di sopprimere la categoria Gruppo B a partire dal 1987, per cui la 205 T16 non poté più gareggiare nei rally, il team Peugeot Talbot Sport si dedicò allora ai Rally-Raid allestendo una versione a passo lungo (circa 40 cm in più) della 205 T16 denominata Grand Raid, modifica necessaria per stivare i grandi serbatoi della benzina e rendere più stabile la vettura; il nuovo impegno sportivo fruttò alla Peugeot la vittoria della Parigi-Dakar nel 1987 con Ari Vatanen e nel 1988 con Juha Kankkunen.
Sempre nel 1987, il team Peugeot Talbot Sport si cimenta per la prima volta nella Pikes Peak, classica cronoscalata che si disputa in Colorado, per l'occasione vennero schierate 3 vetture per meglio contrastare l'Audi Sport quattro S1 di Walter Röhrl. Le 205 T16 spinte da un motore capace di sviluppare 600 CV e dotate di enormi alettoni per garantire una buona aderenza, si piazzarono al 2º, 3º e 4º posto dietro alla vincente Audi.

## Versioni Gruppo A e Gruppo N

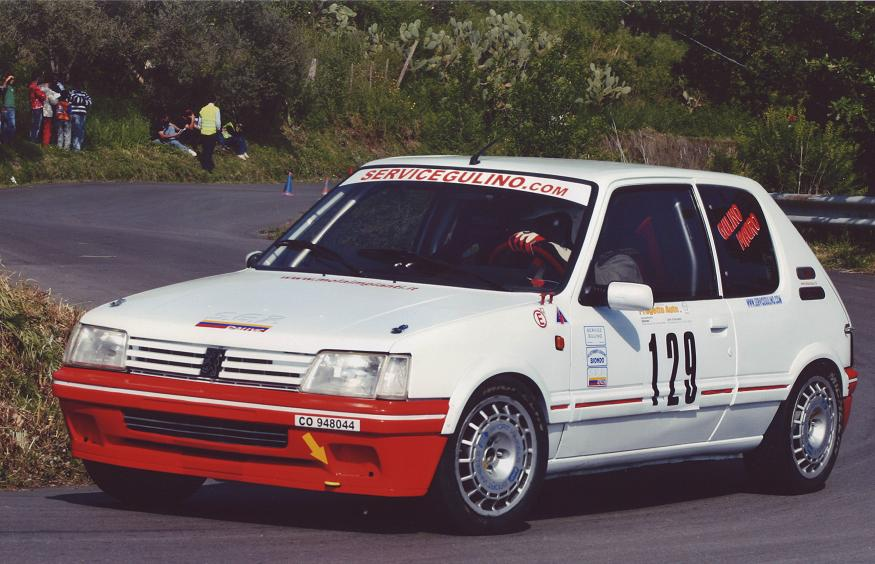
Una Peugeot 205 1.9 Gti in conformità Gruppo A

La 205 di serie è stata utilizzata nelle versioni GTI 1.6, GTI 1.9 e Rallye 1.3 come base per competizioni di più o meno alto rango.
Due versioni diverse di queste vetture sono state impiegate nelle competizioni, una in conformità Gruppo N (pressoché di serie con lievi modifiche) e una in conformità Gruppo A con modifiche e prestazioni più estreme.
Attualmente la Peugeot 205 fa parte delle vetture "Fuori Omologazione", mantenendo la sua configurazione originale. In questo modo le ex Gruppo A entrano nel gruppo FA e le ex gruppo N entrano nel gruppo FN.
In particolare hanno fatto da nave scuola per numerosi aspiranti piloti. Le loro doti di agilità e maneggevolezza, unite al peso ridotto e ad una potenza piuttosto alta in rapporto al peso stesso, hanno fatto sì che anche con pochi ritocchi mirati, ci si potesse togliere numerose soddisfazioni.